# پونگدئوکچئون-دونگ
پونگدئوکچئون-دونگ (به لاتین: Pungdeokcheon-dong) یک منطقهٔ مسکونی در کره جنوبی است که در Suji-gu واقع شده‌است.